# Серых, Семён Прокофьевич
Семён Проко́фьевич Серы́х (16 февраля 1915, Теребрено, Курская губерния — 3 декабря 1991, Киев) — заместитель командира батальона по политической части 1-го стрелкового полка 99-й стрелковой Житомирской Краснознамённой дивизии 46-й армии 2-го Украинского фронта, капитан. Герой Советского Союза.

## Биография
Родился 16 февраля 1915 года в селе Теребрено (ныне — центр Теребренского сельского поселения Краснояружского района, Белгородская область) в крестьянской семье. Русский. Член КПСС с 1941 года. Окончил семь классов неполной средней школы. Работал планировщиком стройплощадки Харьковского тракторного завода.
В 1937 году призван в ряды Красной Армии. Участник боёв у озера Хасан в 1938 году. В 1940 году демобилизовался. Вторично призван на воинскую службу в 1941 году. В боях Великой Отечественной войны с октября 1941 года. Воевал на 2-м Украинском фронте.
В ночь на 5 декабря 1944 года заместитель командира батальона по политической части 1-го стрелкового полка капитан С. П. Серых с батальоном старшего лейтенанта Забобонова Ивана Семеновича форсировал Дунай у населённого пункта Мариахаза, севернее венгерского города Эрчи. В бою за местечко Каземхап заменил раненого командира роты, возглавил атаку и захватил Каземхап. Участвовал в отражении 12 контратак противника. Плацдарм был удержан.
Указом Президиума Верховного Совета СССР от 24 марта 1945 года за образцовое выполнение боевых заданий командования на фронтах борьбы с немецкими захватчиками и проявленные при этом отвагу и геройство капитану Семёну Прокофьевичу Серых присвоено звание Героя Советского Союза с вручением ордена Ленина и медали «Золотая Звезда».
За отличие при форсировании Дуная Указом от 24.03.1945 года Золотой Звездой Героя Советского Союза наградили ещё 14 воинов из 2-го стрелкового батальона старшего лейтенанта Забобонова Ивана Семеновича, в том числе: старшего лейтенанта Милова Павла Алексеевича, старшего лейтенанта Чубарова Алексея Кузьмича, лейтенанта Храпова Николая Константиновича, лейтенанта Колычева Олега Федосеевича, младшего лейтенанта Кутуева Рауфа Ибрагимовича, старшего сержанта Шарпило Петра Демьяновича, сержанта Ткаченко Ивана Васильевича, сержанта Полякова Николая Федотовича, красноармейца Зигуненко Ильи Ефимовича, красноармейца Остапенко Ивана Григорьевича, красноармейца Мележика Василия Афанасьевича, красноармейца Зубовича Константина Михайловича, красноармейца Трошкова Александра Даниловича.
После войны продолжал службу в армии. В 1948 году окончил курсы заместителей командиров частей по политической части. С 1960 года подполковник С. П. Серых — в запасе. Жил в Киеве. Скончался 3 декабря 1991 года. Похоронен в Киеве на Городском кладбище «Берковцы».

## Награды
- Герой Советского Союза [1]
- Орден Ленина
- Орден Красного Знамени[2] (24.12.1944)
- Орден Отечественной войны I степени[3][4]
- Орден Красной Звезды[5] (30.10.1943),
- Орден Красной Звезды
- Медаль За боевые заслуги
- Медаль «В ознаменование 100-летия со дня рождения Владимира Ильича Ленина» (6 апреля 1970)
- Медаль «За победу над Германией в Великой Отечественной войне 1941—1945 гг.» (9 мая 1945[6])
- Медаль «За взятие Будапешта»
- Юбилейная медаль «Двадцать лет Победы в Великой Отечественной войне 1941—1945 гг.» (7 мая 1965[7])
- Юбилейная медаль «Тридцать лет Победы в Великой Отечественной войне 1941—1945 гг.»[8]
- Медаль «Сорок лет Победы в Великой Отечественной войне 1941-1945 гг.»[9]
- Медаль «Ветеран Вооружённых Сил СССР»
- Медаль «30 лет Советской Армии и Флота».[10]
- Юбилейная медаль «40 лет Вооружённых Сил СССР»[11]
- Юбилейная медаль «50 лет Вооружённых Сил СССР» (26 декабря 1967[12])
- Юбилейная медаль «60 лет Вооружённых Сил СССР» (28 января 1978[13])
- Юбилейная медаль «70 лет Вооружённых Сил СССР» (28 января 1988[14])
- Медаль «За безупречную службу» I степени.
- Знак «Гвардия»
- Знак МО СССР «25 лет Победы в Великой Отечественной войне» (24 апреля 1970[15])

## Сочинения
- Серых С. П. Бессмертный батальон: Докум. повесть / Лит. запись А. Тарана. — Киев: Молодь, 1975. — 221 с. — (Герои, годы, свершения). — 65 000 экз.
  - . — 2-е изд., доп. — Киев: Молодь, 1978. — 262 с. — 65 000 экз.
  - . — М.: Воениздат, 1988. — 204 с. — (Рассказывают фронтовики). — 30 000 экз. — ISBN 5-203-00063-8.
- Серых С. П. Бессмертный батальон / Лит. запись А. Тарана // Созвездие героев: Худож.-докум. повести. — Киев: Днипро, 1988. — ISBN 5-308-00014-X.